# 醫用的水楊酸
醫用的水杨酸（英語：Medical uses of salicylic acid）是一种药物，可以去除皮膚外层。因此，可治疗疣、老茧、乾癣、头皮屑、痤疮、皮癬菌病和魚鱗癬 。除了疣，治療其他疾病時常与其他药物併用。使用時，將它塗抹於病兆区域。
副作用包括皮肤不適和水杨酸中毒。水杨酸盐中毒通常只发生在大面积使用或儿童身上。因此，不建议两岁以下儿童使用。它有多种不同的强度。
水楊酸至少自希波克拉底时代就已用于医疗上。它已名列世界卫生组织基本药物标准清单中。它也与煤焦油、氧化鋅或苯甲酸混合使用。

## 醫療用途
水楊酸作為藥物使用時，可幫助去除皮膚表層。因此它被用來治療疣、胼胝（雞眼）、乾癬、頭皮屑、痤瘡（青春痘）、皮癬菌病和魚鱗病 。
由於水楊酸對皮膚細胞的作用，它被加入某些洗髮精中以治療頭皮屑。
在現代醫學中，水楊酸及其衍生物是一些"使皮膚發紅"產品的成分。

## 副作用
濃度較高的水楊酸溶液（20-30%）若未搭配廣譜防曬乳使用，可能會導致膚色較深者（菲茨派屈克度量IV、V、VI型）出現色素沉著過度。由於使用水楊酸會增加皮膚對陽光的敏感性，建議在暴露在陽光下時，務必先做好防曬措施。

### 懷孕期間
目前沒針對個體於懷孕期間使用外用水楊酸，對於胎兒影響的研究。雖然在懷孕後期服用水楊酸（阿斯匹靈）對於胎兒可能存在風險。即便在懷孕後期，外用水楊酸對孕婦的影響可能不像服用阿斯匹靈那樣令人擔憂，因為外用藥物吸收到體內的量非常少。許多非處方皮膚科藥劑中均含有外用水楊酸，少有不良反應報告，表示其風險不高。

### 過量
過量使用醫用水楊酸的副作用有皮膚不適和水楊酸中毒。水楊酸中毒通常只發生在大面積塗抹時，以及在兒童身上，因此不建議兩歲以下兒童使用。市售醫用水楊酸有不同的濃度可供選擇。
過量會導致代謝性酸中毒，並伴隨代償性呼吸性鹼中毒。對於急性過量中毒的患者，觀察到的發病率為16%，死亡率為1%。

## 作用機制
水楊酸是一種角質軟化劑、粉刺溶解劑和抑菌劑。它能促使表皮細胞更容易脫落，暢通堵塞的毛孔，並消除或抵銷毛孔內細菌的作用，而防止毛孔再次堵塞，為新細胞生長創造空間。

## 歷史
古羅馬時期的希臘醫生與藥理學家迪奧斯科里德斯在公元一世紀描述一種可能來自柳樹皮（他稱之為Itea的植物）的萃取物，將其"燒成灰燼，並浸泡在醋中"，用於去除"腳部和腳趾上的雞眼及其他類似的突起物"。這種混合物中的活性成分可能就是水楊酸。柳樹成分曾在古代被用於緩解疼痛或退燒的說法，其實是一個現代的誤解或不實傳聞。